# Vieu-d'Izenave
Vieu-d'Izenave là một xã ở tỉnh Ain, vùng Auvergne-Rhône-Alpes thuộc miền đông nước Pháp.